# Jamesonia goudotii
Jamesonia goudotii là một loài thực vật có mạch trong họ Adiantaceae. Loài này được (Hieron.) C. Chr. miêu tả khoa học đầu tiên năm 1905.